# Membrana epiretinal
La membrana epiretinal (MER) és un trastorn de l'ull consistent en una capa (la membrana) preretinal formada per una matriu extracel·lular (MEC) que conté una proliferació de cèl·lules miofibroblàstiques (entre miòcits i fibroblasts). La contractura d'aquestes cèl·lules donen lloc a la zona macular al plec macular o arruga macular, tibant la retina, deformant-la i produint una visió distorsionada.
Tot i que la majoria de les MER són idiopàtiques, les causes secundàries comunes inclouen la cirurgia de cataractes, la malaltia vascular retinal (com la retinopatia diabètica), la uveïtis i els esquinçaments retinals. Es creu que algunes cèl·lules preretinals miofibroblàstiques es diferencien de les cèl·lules retinals epitelials pigmentàries i glials, i arriben a la superfície de la retina a través de defectes a la membrana limitant interna (MLI) o des de la cavitat vítria. Les cèl·lules fotoreceptores subjacents, els bastonets i els cons, no solen estar danyades tret que la membrana es torni força gruixuda i dura; per tant, normalment no hi ha degeneració macular.
En molts casos, les MER poden ser asimptomàtiques. El desenvolupament dels símptomes depèn de la ubicació, la durada, la gravetat i el tipus de MER. La visió es pot veure afectada quan hi ha afectació de la regió macular o perimacular, quan hi ha tracció retiniana o edema i amb membranes més opaques. Els símptomes comuns inclouen reducció de l'agudesa visual (AV), visió borrosa, metamorfòpsia, pèrdua d'estereòpsia i anisoiconia.
El diagnòstic de la MER es basa en l'examen clínic en combinació amb la TCO. Les MER primerenques poden ser una troballa incidental que es veu com un reflex de fons brillant. La progressió de la MER pot provocar una distorsió de la retina interna a causa de la contracció que es veu com a plecs radials superficials i, o bé un redreçament o una major tortuositat dels vasos retinians. Fins a un 95% dels ulls amb MER poden tenir associat un despreniment de vitri posterior.
Les opcions de tractament es limiten a l'espera vigilant o a la cirurgia. La MER és una malaltia crònica i lentament progressiva en què la majoria dels pacients no requeriran intervenció. La vitrectomia amb l'eliminació de la membrana  (decapatge o píling en anglès) continua sent el principal tractament per a les MER simptomàtiques. El decapatge addicional de la MLI redueix la recurrència, però s'associa amb canvis anatòmics, com ara la formació de clotets a la retina interna.